# Mesechinus hughi
Mesechinus hughi är en däggdjursart som först beskrevs av Thomas 1908.  Mesechinus hughi ingår i släktet Mesechinus och familjen igelkottdjur. IUCN kategoriserar arten globalt som livskraftig. Inga underarter finns listade i Catalogue of Life.
Arten förekommer med flera från varandra skilda populationer i centrala Kina. Den lever där i torra stäpper.
Denna igelkott blir 15,5 till 20 cm lång. Den har mörka taggar på ryggen och en mörk päls på undersidan som är mera borstig än hos Mesechinus dauuricus. Öronen är kortare än taggarna som ligger bakom.
Arten hittas även i barrskogar i mera låglänta områden. Den delar sitt revir med Erinaceus amurensis.